# Pogrom et boycott de Limerick
Le boycott de Limerick, également connu sous le nom de pogrom de Limerick, est un boycott économique mené contre la petite communauté juive de Limerick en Irlande, entre 1904 et 1906. Initié par les prêches incendiaires d'un prêtre rédemptoriste, le père John Creag, il s'accompagne d'agressions physiques et autres violences qui poussent de nombreux Juifs à quitter la ville. 

## Contexte

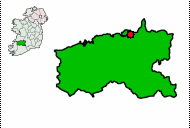
Position de Limerick au sein du comté et du pays.

Au Moyen Âge, cinq Juifs vivent dans la ville de Limerick, probablement des marchands venus de Rouen. En 1290, tous les Juifs sont expulsés des territoires britanniques. 
Sept Juifs sont ensuite recensés en 1790. Lors de la famine de 1847, Abraham (Bobby) Genese meurt à Limerick et est enterré dans le cimetière chrétien de la ville ; son frère Salomon de Dublin fait exhumer le corps d'Abraham pour le ré-enterrer au cimetière juif de Ballybough à Dublin. 
Le nombre de Juifs augmente régulièrement à partir de 1871 pour atteindre 130 personnes en 1896. Il s'agit d'un petit groupe misérable de commerçants juifs d'origine lituanienne, venus notamment d'un village d'Akmijan de la province de Kovno Gubernia et fuyant les persécutions de leur patrie russe. Ils forment une partie acceptée du commerce de détail de la ville, centré sur Colooney Street (aujourd'hui Wolfe Tone Street), composée de colporteurs, drapiers, épiciers, laitiers, artisans voire prêteurs, ou installés à Edward Street et ses environs. 
Le premier rabbin s'établissant en 1882 à Limerick auprès des huit familles juives présentes est Elias Bere Levin (Tels 1862 - 1936),, qui devient shohet en 1886. La communauté prospère et établit une synagogue et à quelques kilomètres, un cimetière à Kilmurray près de Castleconnell (en), dans les années 1880. La communauté est officialisée en 1881.

### Débuts des violences

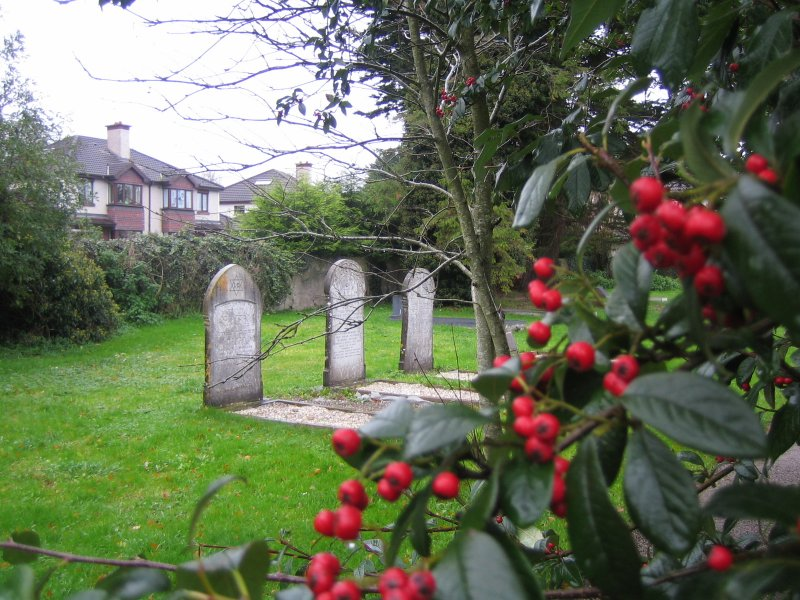
Cimetière juif de Limerick à Castletroy, fondé vers 1880.

Le dimanche de Pâques 1884, commence une série sporadique d'attaques et de manifestations antisémites violentes. L'épouse de Lieb Siev et son enfant sont blessés par des pierres jetées à travers leur fenêtre et leur maison endommagée par une foule en colère. Les meneurs sont condamnés aux travaux forcés pendant un mois. D'autres cas de violences ou molestations ont lieu qu'on attribue moins à l'antijudaïsme ou l'antisémitisme qu'au refus de payer ses dettes. 
Un début de boycott pousse plusieurs Juifs à partir pour s'installer à Cork puis, quelque temps plus tard et pour certains d'entre eux, à revenir à Limerick quand il a semblé que les choses s'apaisaient. En 1892, deux familles sont battues et la lapidation de la maison Moses Leone a lieu le 24 novembre 1896.
En 1903, un conseil des gardiens et une société pour soulager les malades sont créés.

### Démographie
| Date      | Familles            | Personnes           |
| --------- | ------------------- | ------------------- |
| Moyen Âge |                     | 5                   |
| 1290      | Expulsion des Juifs | Expulsion des Juifs |
| 1788      | 1                   | 2                   |
| 1790      |                     | 7                   |
| 1847      |                     | 8                   |
| 1861      | 1                   | 1                   |
| 1871      |                     | 2                   |
| 1878      | env. 20             |                     |
| 1881-82   | 8                   |                     |
| 1888      | 8                   | 35                  |
| 1892      |                     | 90                  |
| v. 1895   |                     | 130                 |
| 1904      | 24                  | env. 120            |
| 1910      | 26                  |                     |
| 1911      | 13                  |                     |
| 1926      |                     | 30                  |

## Présentation des faits
Le 11 janvier 1904, est lancé le boycott de Limerick, également connu sous le nom de « pogrom de Limerick ». Il s'agit d'un boycott économique mené contre la petite communauté juive de la ville pendant plus de deux ans, accompagné d'une intensification des habituelles agressions antisémites constituées notamment de jets de pierres sur les personnes et les maisons, et d'intimidations, qui poussent plusieurs familles juives à quitter la ville,. 

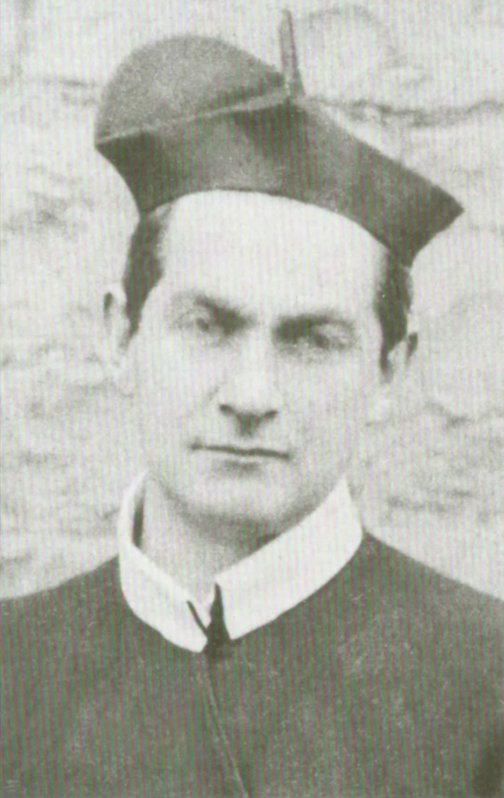
Le prêtre irlandais John Creagh (1904)

Le boycott est mené par un prêtre rédemptoriste, le père John Creag, natif de Limerick directeur spirituel de l'Arch Confraternity du Sacré-Cœur, comptant environ 6 000 membres, qui lors de son sermon hebdomadaire à l'église, tient un discours haineux contenant de nombreuses théories antisémites conspirationnistes dont celles de peuple déicide, du « meurtre rituel », et dit que les Juifs ont déjà expulsé les Rédemptoristes hors de France, sont venus à Limerick pour nuire aux chrétiens et soutient qu'ils les extorquent. Ses mots se déploient notamment ainsi :
« Les Juifs sont venus à Limerick, apparemment la tribu la plus misérable imaginable, avec le besoin sur leurs visages, et maintenant ils se sont enrichis... Leurs haillons ont été échangés contre de la soie. » 
« Ils font du porte-à-porte comme des colporteurs, faisant semblant de proposer des articles à des prix très bas, mais facturant en réalité plusieurs fois plus cher que dans les magasins... et les gens sont aveugles à leurs ruses. » 

Ils possèdent « une haine inextinguible pour le nom de Jésus-Christ et ses disciples. » 

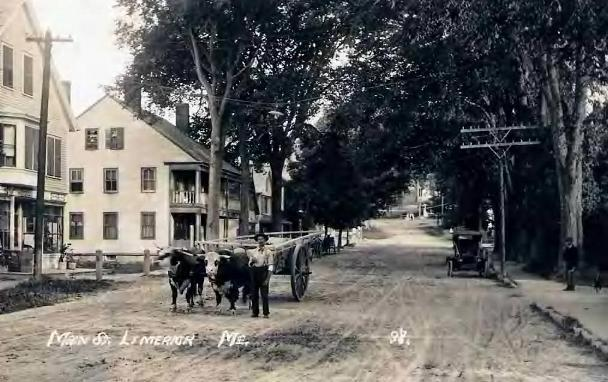
Rue principale de Limerick (v. 1915)

Sentant le danger, la communauté juive se barricade chez elle pour se protéger de l'émeute qui s'ensuit menée par 200 personnes dont les fidèles sortant de l'église. Leurs fenêtres sont bombardées ; leurs magasins restés ouverts sont attaqués à coups de pierres et de boue, et pillés. 
Onze parmi les centaines de personnes vindicatives sont arrêtées et poursuivies dont John Raleigh, un adolescent de 15 ans incarcéré à la prison de Mountjoy pendant un mois pour avoir jeté une pierre sur le rabbin Elias Levin (qui l'a frappé à la cheville). Le jeune Raleigh est traité de « tueur de juifs de Limerick » par l'un de ses gardiens, mais Raleigh, qui affirme qu'il était innocent, signale l'incident au gardien en chef. Une fois libéré, l'adolescent rentre chez lui entouré d'une foule accueillante qui le porte en triomphe, lui offre une montre et une chaîne en argent, et proteste qu'il est innocent et que la peine imposée était trop sévère.
Les appels à la retenue ne freinent pas le père Creagh mais l'incitent à prononcer une nouvelle salve de discours antisémites plus violents dans son église rédemptoriste, quelques jours plus tard ; il y affirme que les Juifs sont toujours et à jamais les « ennemis du christianisme », que la seule raison pour laquelle ils ont été persécutés dans tous les pays d'Europe est qu'ils sont considérés comme les « ennemis de tous les pays » où ils se sont installés. Il nie avoir évoqué le meurtre rituel mais poursuit en citant « l'un des plus grands historiens de l'Église catholique » (l'abbé Rohrbacher) qui l'aurait fait. Enfin, il affirme être opposé à la violence mais recommande une meilleure façon de répondre à la menace des Juifs en boycottant leurs entreprises. 
Le boycott économique des Juifs de la ville dure ainsi plus de deux ans, précipitant des petites entreprises juives vers la faillite, alors que d'autres entreprises chrétiennes refusent même de vendre des produits de première nécessité aux Juifs. Il est également émaillé de violences (notamment 40 attaques contre les Juifs en avril 1904) et d'intimidations, ce qui pousse des dizaines de Juifs (80) à quitter la ville malgré le soutien de protestants de la ville dont nombreux sont commerçants.
Voyant sa congrégation être déchirée et pour une partie, en partance, le rabbin Levin écrit au Jewish Chronicle et au Limerick Leader en déclarant que les Juifs ont « obéi pendant plus de deux mois à la demande des autorités catholiques romaines » qui leur avaient demandé de se retirer de la polémique de la presse « en espérant pieusement que les mêmes autorités rappelleraient à l'ordre le révérend prédicateur qui se dresse chaque jour contre (eux) les pauvres innocents » (sic). Il écrit également un appel au révérend Mathias Raus, Supérieur général et Recteur majeur de l'Ordre des Rédemptoristes, arrivé le 22 juillet 1904 à Limerick en provenance de Rome, et originaire d'Alsace, pour une visite à l'occasion du Jubilé des Rédemptoristes, pour lui demander de bien vouloir mettre fin au boycott des Juifs, au refus de vendre aux Juifs et à la haine dirigée par le père Creagh, et propose une rencontre. Il écrit qu'« un Juif est l'une des créatures de Dieu ayant droit à (l')amour fraternel (des chrétiens) et à leur considération qui est à la base de toute véritable religion sentant et pratiquant ces choses ».

### Réactions
L'indignation divise l'opinion publique irlandaise et anglaise entre soutiens et condamnations.  
Plusieurs journaux locaux approuvent l'appel au boycott du père Creagh. 
Une critique ambiguë du boycott de Limerick d'Arthur Griffith qui fonde le parti Sinn Féin l'année suivante, écrit alors dans The United Irishman des articles qui soutiennent la démarche du père Creagh. Il affirme ainsi que chaque Irlandais et Irlandaise peut s’inquiéter de l’arrivée massive des Juifs en Irlande. Il déclare ensuite que les Juifs sont des économistes diaboliques (« economic evil ») et qu’ils resteront toujours des étrangers. Une semaine plus tard, il nomme les Juifs « ces vautours ». Une autre fois, il justifie naïvement son opposition à l'antisémitisme en disant : « Si les Juifs - en tant que Juifs - étaient boycottés, ce serait scandaleusement injuste ». 
La confrérie à laquelle appartient le père Creagh envoie une déclaration de « meilleurs vœux pour ses récentes conférences sur les voies et moyens du commerce juif », ajoutant que les 6 000 membres de l'organisation « expriment [leur] pleine confiance en ses opinions ».  
Cependant, l'évêque catholique de Limerick, Edward O'Dwyer, et l'évêque catholique d'Irlande, (en)Thomas Bunbury, critiquent vivement les diatribes de Creagh, : « la persécution religieuse n'a pas sa place en Irlande », dit-on,. 
Le boycott est condamné par de nombreux Irlandais parmi lesquels Standish O'Grady (en) dans son journal All Ireland Review, décrivant des Juifs et des Irlandais. comme « frères dans une lutte commune ». Le journaliste républicain Michael Davitt (auteur de The True Story of Anti-Semitic Persecutions in Russia) prend fait et cause dans cette affaire irlandaise, attaque ceux qui ont participé aux émeutes et visite les maisons des victimes juives à Limerick,. Il avait précédemment enquêté et publié sur le pogrom de Kishinev, et plaide l'innocence des Juifs dans les pseudo-« crimes rituels », accusant le prêtre rédemptoriste Creagh d'exciter les ouvriers chrétiens contre les Juifs en jouant sur leur pauvreté, au lieu de s'attaquer à ses causes réelles et demandant enfin aux autorités religieuses de faire stopper leur « croisade antisémite ». 
Son ami, le député de Cork William O'Brien, chef de la United Irish League et rédacteur en chef du Irish People, le soutient ; il avait une femme juive d'origine russe, Sophie Raffalovich, dont les parents avaient justement fui les pogroms de Russie pour se réfugier en France. 

Une voix d'opposition parmi la population locale s'exprime dans une lettre anonyme (signée « a Galbaly man and not Fenian ») aux Rédemptoristes :
« Alors, vous, petit con, n'aviez-vous rien de mieux à dire à votre peuple que de se jeter sur les pauvres juifs fortunés ? Vous vous appelez un ministre de Dieu. Vous êtes un ministre du Diable. Vous êtes une honte pour la religion catholique, espèce de brute. »,. 

### Conséquences

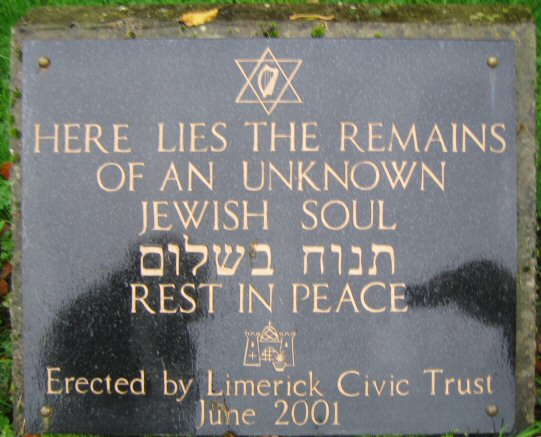
« Ici reposent les restes d'une âme juive inconnue - Repose en paix », à Limerick.

Cinq familles juives (soit 32 personnes) commencent à quitter Limerick, à cause du boycott : les Ginsberg, les Jaffé pour Newcastle, les Weinronk pour l'Afrique du Sud et les Goldberg pour Leeds puis Cork. Au printemps 1905, huit familles juives sont parties.
Gerald Goldberg, un fils de cette migration, deviendra Lord-maire de Cork en 1977. Les frères David et Louis Marcus (en), petits-enfants du boycott, deviendront respectivement influents dans la littérature irlandaise et le cinéma irlandais. Dans la famille Jaffé qui quitte Limerick en raison du boycott, se trouve le grand-père (Henry Jaffé) du journaliste et historien Simon Sebag Montefiore et son frère Hugh Montefiore devenu théologien anglican et évêque de Kingston puis de Birmingham,.
En 1911, la moitié des Juifs de la ville l'ont quittée, soit treize familles et en 1926, il ne reste plus que 30 Juifs à Limerick. 
Un dernier office religieux est célébré à la synagogue de Limerick en 1947, qui est vendue six ans plus tard, en 1953.
Le petit cimetière juif de Kilmurray, à Newcastle dans le comté de Limerick, a été restauré et rouvert comme un jardin par le grand-rabbin Mervis en 1990 ; parmi les douze sépultures présentes, les six pierres tombales qui s’y trouvent sont en parfait état de conservation,.

#### L'émeutier
Le père John Creagh est d'abord soutenu par sa hiérarchie puis déplacé à Belfast puis comme missionnaire aux Philippines où il fait une dépression nerveuse,. 
En 1914, il est promu par le pape au poste de vicaire apostolique de Kimberley en Australie, poste qu'il occupe jusqu'en 1922, puis curé à Bunbury (1923-1925), (en)Pennant Hills (1926-1930) et Waratah. Après un accident vasculaire cérébral, il passe le reste de sa vie à diriger des retraites et à prêcher, pour mourir dans un monastère à Wellington en Nouvelle-Zélande en 1947,.

## Pogrom ou boycott?
Le boycott de Limerick est également appelé le « pogrom de Limerick » ; Dermot Keogh suggère que cela découle de l'expérience des pogroms des Juifs lituaniens dans leur patrie d'origine, et l'expression est ainsi utilisée même si personne n'a été tué ou gravement blessé à Limerick. Comme les Juifs qui ont vécu l'événement, l'historien utilise le terme de « pogrom » et respecte son utilisation par les écrivains ultérieurs, mais préfère toutefois celui de « boycott »,.  
Depuis 1983, plusieurs commentateurs ont remis en question le récit traditionnel de l'événement, et particulièrement sa désignation comme un « pogrom »,. The Irish Times écrit en 2005 : « Ce n'était pas un pogrom mais c'était méchant, menaçant et fourbe ».